# Ram-On
Ram-On (hebr. רם און; ang. Ram-On) – moszaw położony w Samorządzie Regionu Ha-Gilboa, w Dystrykcie Północnym, w Izraelu.

## Położenie
Moszaw Ram-On jest położony na wysokości od 74 do 85 metrów n.p.m. w południowej części intensywnie użytkowanej rolniczo Doliny Jezreel, na północy Izraela. Okoliczny teren łagodnie wznosi się w kierunku południowo-zachodnim w stronę wzgórz Samarii, które na północnym zachodzie graniczą poprzez Wadi Ara z Wyżyną Manassesa. Z tych wzgórz spływa strumień Jamus, który zasila przepływający na zachód od moszawu strumień Ta’anach. Na północny wschód od moszawu znajdują się źródła rzeki Kiszon. W odległości 6 km na wschód od moszawu wznoszą się zbocza Wzgórz Gilboa. Natomiast teren na północ od moszawu jest stosunkowo płaski i stanowi dno Doliny Jezreel. W otoczeniu moszawu Ram-On znajdują się moszawy Mele’a, Gadisz, Barak, Addirim, Metaw, Perazon i Magen Sza’ul, oraz arabska wioska Mukajbila. W odległości 200 metrów na południe od osady przebiega mur bezpieczeństwa oddzielający terytorium Izraela od Autonomii Palestyńskiej. Po stronie palestyńskiej są miasto Dżanin, miasteczka Silat al-Harisijja, Al-Jamun i Kafr Dan, oraz wioski Zububa, Ti’innik, Dżalama i Dahijat Sabah al-Chajr.
Ram-On jest położony w Samorządzie Regionu Ha-Gilboa, w Poddystrykcie Jezreel, w Dystrykcie Północnym Izraela.

## Historia

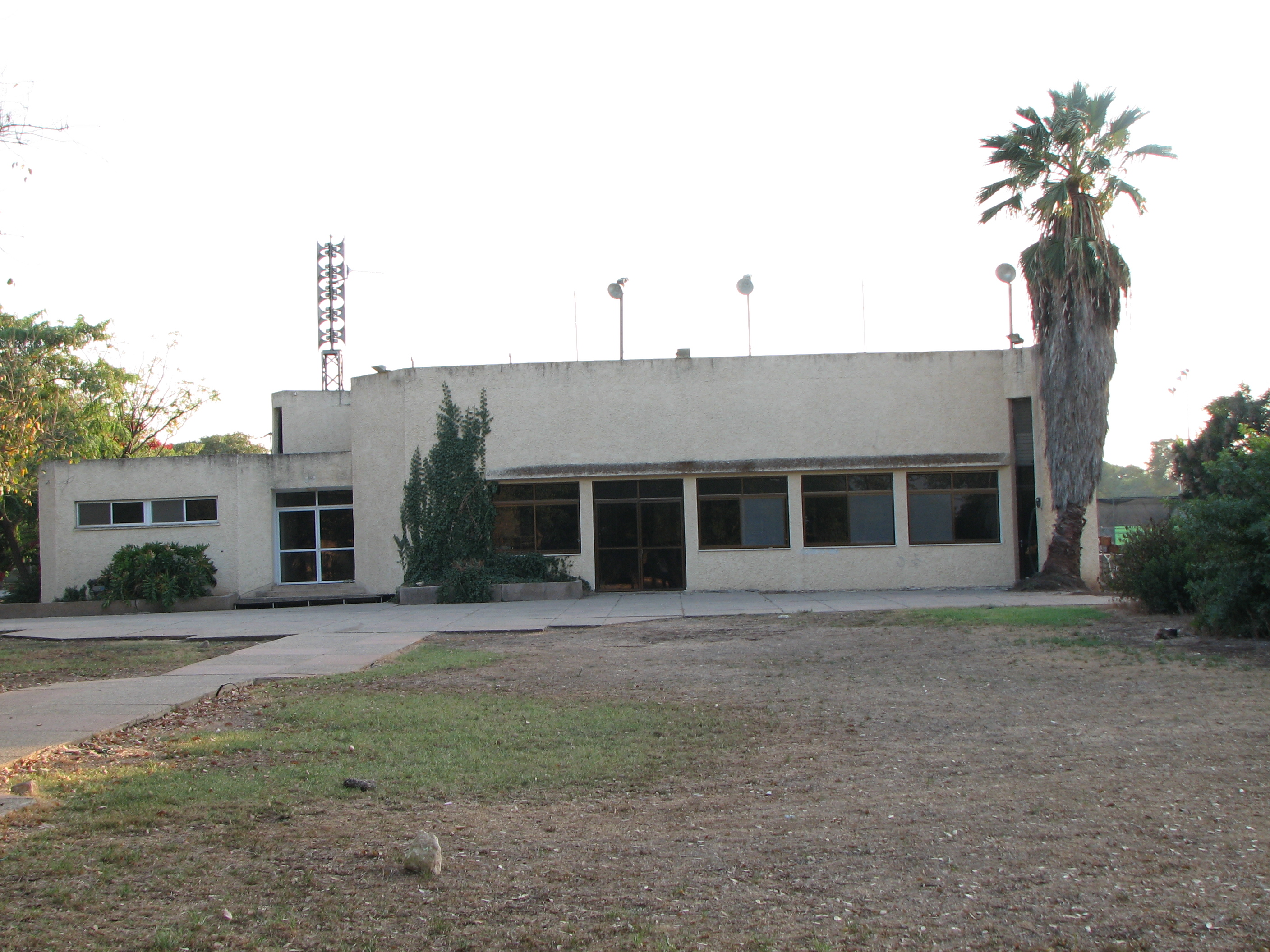
Sekretariat moszawu Ram-On

Historia powstania moszawu Ram-On jest związana z losami założonego w 1950 roku moszawu Nurit. Powstał on na Wzgórzach Gilboa, jednak ciężkie warunki życia spowodowały, że w 1958 roku część jego mieszkańców przeniosła się niżej do Doliny Jezreel i utworzyła wioskę komunalną Gan Ner. Rok później moszaw Nurit został całkowicie porzucony. Jego mieszkańcy utworzyli w 1960 roku nowy kibuc Ram-On. Byli to w większości żydowscy imigranci z Jemenu. Moszaw nazwano na cześć Ram On Paldi, jednego z założycieli moszawu Nurit, który zginął w 1957 roku. W 1962 roku nastąpiło przekształcenie kibucu we współczesny moszaw. W latach 80. XX wieku przechodził on duże trudności ekonomiczne, w wyniku których przeprowadzono częściową prywatyzację. Na początku XXI wieku rozpoczęto budowę 200 nowych domów mieszkalnych.

## Demografia
Większość mieszkańców moszawu jest Żydami:

## Gospodarka i infrastruktura
Gospodarka moszawu opiera się na intensywnym rolnictwie, sadownictwie i uprawie warzyw w szklarniach. Tutejsza fabryka Polyram jest izraelskim liderem w produkcji materiałów termoplastycznych dla przemysłu motoryzacyjnego, elektrycznego i rolniczego. W moszawie jest przychodnia zdrowia, sklep wielobranżowy i warsztat mechaniczny.

## Transport
Z moszawu wyjeżdża się na północ lokalną drogą, którą dojeżdża się do drogi nr 6724. Jadąc nią na wschód wjeżdża się do bloku moszawów Addirim, Dewora i Barak, oraz wioski Merkaz Chewer. Natomiast jadąc drogą nr 6724 na północ dojeżdża się do skrzyżowania z drogą nr 675.

## Edukacja i kultura
Moszaw utrzymuje przedszkole. Starsze dzieci są dowożone do szkoły podstawowej do sąsiedniej wioski Merkaz Chewer. Szkoła średnia jest w mieście Afula. W moszawie jest ośrodek kultury z biblioteką, basen kąpielowy, sala sportowa z siłownią, korty tenisowe oraz boisko do piłki nożnej. Jest tu także synagoga i mykwa.